# Pseudomyrmex apache
Pseudomyrmex apache é uma espécie de formiga do género Pseudomyrmex, subfamilia Pseudomyrmecinae. Foi descrita por Creighton em 1953.
Mede ao redor de 5 mm. Encontra-se no sul dos Estados Unidos e em México. É de habitats desérticos, especialmente para perto de robles e de mezquites, nos que aninha.